# Räpplinge-Högsrums församling
Räpplinge-Högsrums församling är en församling i Norra Ölands pastorat i Kalmar-Ölands kontrakt av Växjö stift, Borgholms kommun. 

## Administrativ historik
Församlingen bildades 2006 genom hopslagning av Räpplinge församling och Högsrums församling. Församlingen ingår i Norra Ölands pastorat.

## Kyrkor
- Räpplinge kyrka
- Högsrums kyrka